# Remijia berryi
Remijia berryi är en måreväxtart som beskrevs av Julian Alfred Steyermark. Remijia berryi ingår i släktet Remijia och familjen måreväxter. Inga underarter finns listade i Catalogue of Life.